# جوديث بوتير
جوديث بوتير (بالإنجليزية: Judith Potter)‏ هي قاضية نيوزيلندية، ولدت في 1942.